# Калиев персулфат
Калиевият персулфат, известен също като калиев пероксидисулфат, е неорганично съединение с формула K2S2O8. Той е бяло твърдо вещество, което е умерено разтворимо в студена вода, но се разтваря по-добре в топла вода. Тази сол е мощен окислител, обикновено използван за иницииране на полимеризация.

## Структура
Натриевата и калиевата сол са много сходни. В калиевата сол връзката O-O е 1,495 Å. Отделните сулфатни групи са тетраедрични, с три къси S-O връзки близо до 1,43 и една дълга S-O връзка при 1,65 Å.

## Подготовка
Калиевият персулфат може да се получи чрез електролиза на студен разтвор на калиев бисулфат в сярна киселина при висока плътност на тока.
2 KHSO4 → K2S2O8 + H2
Може да се приготви и чрез добавяне на калиев бисулфат (KHSO4) към разтвор на по-разтворимата сол амониев пероксидисулфат (NH4)2S2O8. По принцип може да се получи чрез химическо окисляване на калиев сулфат с помощта на флуор. Годишно се произвеждат няколко милиона килограма амониеви, натриеви и калиеви соли на пероксидисулфат.

## Предпазни мерки
Солта е силен окислител и е несъвместима с органични съединения. Продължителният контакт с кожата може да предизвика дразнене.